# Piazza (Familienname)
Piazza (deutsch: Platz oder Stadtplatz) ist ein italienischer Familienname.

## Herkunft und Bedeutung
Piazza ist entweder ein Wohnstätten- oder ein Herkunftsname. Als Wohnstättenname bezeichnete er Personen, die an einem oder in der Nähe von einem Stadtplatz wohnten. Als Herkunftsname erfolgte die Benennung nach dem Siedlungsnamen Piazza (mehrfach in Italien).

## Namensträger
- Adeodato Giovanni Piazza (1884–1957), italienischer Geistlicher, Kardinalbischof von Sabina und Patriarch von Venedig
- Alberto Piazza da Lodi (1490–um 1528), italienischer Maler der Renaissance
- Alessandro Piazza (Bischof) (1915–1995), italienischer römisch-katholischer Bischof
- Alessandro Piazza (Basketballspieler) (* 1987), italienischer Basketballspieler
- André Piazza (* 1947), französischer Rugby-Union-Spieler
- Antonio Piazza (* 1970), italienischer Drehbuchautor und Filmregisseur
- Barbara Piazza (* 1945), deutsche Drehbuchautorin
- Ben Piazza (1933–1991), US-amerikanischer Schauspieler
- Callisto Piazza (1500–1560), italienischer Maler
- Dominique di Piazza (* 1959), französischer Jazzbassist
- Donato Piazza (1930–1997), italienischer Radrennfahrer
- Francesco Piazza (Bischof) (1707–1769), italienischer römisch-katholischer Bischof
- Francesco Piazza (Politiker) (1810–1879), italienischer Politiker
- Francesco Piazza (Künstler) (1931–2007), italienischer Maler, Graveur und Dichter
- Frida Piazza (1922–2011), ladinische Schriftstellerin und Sprachforscherin
- Gaetano Felice Piazza (1725–nach 1775), italienischer Organist und Komponist
- Giulio Piazza (1663–1726), italienischer Kardinal
- Hans Piazza (1932–2017), deutscher Historiker und Hochschullehrer
- Henri Piazza (1861–1929), italienisch-französischer Verleger
- Luis Piazza (1908–1977), italienischer Bildhauer und Maler
- Marguerite Piazza (1920–2012), US-amerikanische Sängerin
- Miguel Piazza (* 1952), uruguayischer Fußballspieler
- Mike Piazza (* 1968), US-amerikanischer Baseballspieler
- Orazio Francesco Piazza (* 1953), italienischer Geistlicher, Bischof von Viterbo
- Oswaldo Piazza (* 1947), argentinischer Fußballspieler und -trainer
- Roberto Piazza (* 1945), französischer Sänger, siehe Little Bob
- Rod Piazza (* 1947), US-amerikanischer Mundharmonikaspieler
- Rubén Nelson Piazza (1955–2010), argentinischer Politiker
- Tom Piazza (* 1955), US-amerikanischer Schriftsteller
- Vincent Piazza (* 1976), US-amerikanischer Schauspieler
- Walter Piazza (1925–2016), brasilianischer Historiker
- Wilson da Silva Piazza (* 1943), brasilianischer Fußballspieler